# St. George (Alaska)
St. George ist eine Siedlung in Alaska, nördlich der Aleuten im Beringmeer. Sie befindet sich am Nordostufer der Insel St. George, der südlichsten der vier Inseln in der Gruppe der Pribilof Islands. Das U.S. Census Bureau hat bei der Volkszählung 2020 eine Einwohnerzahl von 67 ermittelt.

## Bevölkerung und Wirtschaft
Die Insel ist mit dem Schiff oder mit dem Flugzeug von Anchorage zu erreichen. Auf der Insel leben um die 165 bis 200 Menschen. Etwa 96 % sind Bewohner der Aleuten. Hauptwirtschaftszweig ist die Fischerei. Überwiegend werden Heilbutt und Königskrabben gefangen. Die Siedlung verfügt über einen Tiefseehafen, eine Fischverarbeitungsanlage, ein Hotel und eine russisch-orthodoxe Kirche.